# 5652 Amphimachus
5652 Amphimachus eller 1992 HS3 är en trojansk asteroid i Jupiters lagrangepunkt L4. Den upptäcktes 24 april 1992 av det amerikanska astronom paret Eugene M. och Carolyn S. Shoemaker vid Palomar-observatoriet. Den är uppkallad efter Amphimachus, i den grekiska mytologin.
Asteroiden har en diameter på ungefär 53 kilometer.